# 压缩映射
度量空间(M,d)上的压缩映射（英語：Contraction mapping），或压缩，是一个从M到它本身的函数f，存在某个实数{\displaystyle 0<k<1}，使得对于所有M内的x和y，都有：
{\displaystyle d(f(x),f(y))\leq k\,d(x,y).}
满足以上条件的最小的k称为f的利普希茨常数。压缩映射有时称为利普希茨映射。如果以上的条件对于所有的{\displaystyle 0<k\leq 1}都满足，则该映射称为非膨胀的。
更一般地，压缩映射的想法可以定义于两个度量空间之间的映射。如果(M,d)和(N,d')是两个度量空间，则我们寻找常数k，使得{\displaystyle d'(f(x),f(y))\leq k\,d(x,y)}对于所有M内的x和y。
每一个压缩映射都是利普希茨连续的，因此是一致连续的。
一个压缩映射最多有一个不动点。另外，巴拿赫不动点定理说明，非空的完备度量空间上的每一个压缩映射都有唯一的不动点，且对于M内的任何x，迭代函数序列x，f (x)，f (f (x))，f (f (f (x)))，......收敛于不动点。这个概念在迭代函数系统中是非常有用的，其中通常要利用压缩映射。巴拿赫不动点定理也用来证明常微分方程的解的存在，以及证明反函数定理。